# 复兴镇 (保靖县)
复兴镇，是中华人民共和国湖南省湘西土家族苗族自治州保靖县下辖的一个乡镇级行政单位。

## 行政区划
复兴镇下辖以下地区：
复兴社区、普溪村、和平村、利福村、陇洞村、茶市村、复兴村、那铁村、那甫村和扁朝村。